# Ellipsomyxa fusiformis
Ellipsomyxa fusiformis is een microscopische parasiet uit de familie Ceratomyxidae. Ellipsomyxa fusiformis werd in 1917 beschreven door Davis. 